# Дуврский замок
 Дуврский замок (англ. Dover Castle) — один из самых больших по площади английских замков. Расположен в Дувре, графство Кент, на берегу пролива Па-де-Кале между Великобританией и Францией. С давних времен он считается «Ключом к Англии» из-за своего стратегически важного положения на острове.

## История замка

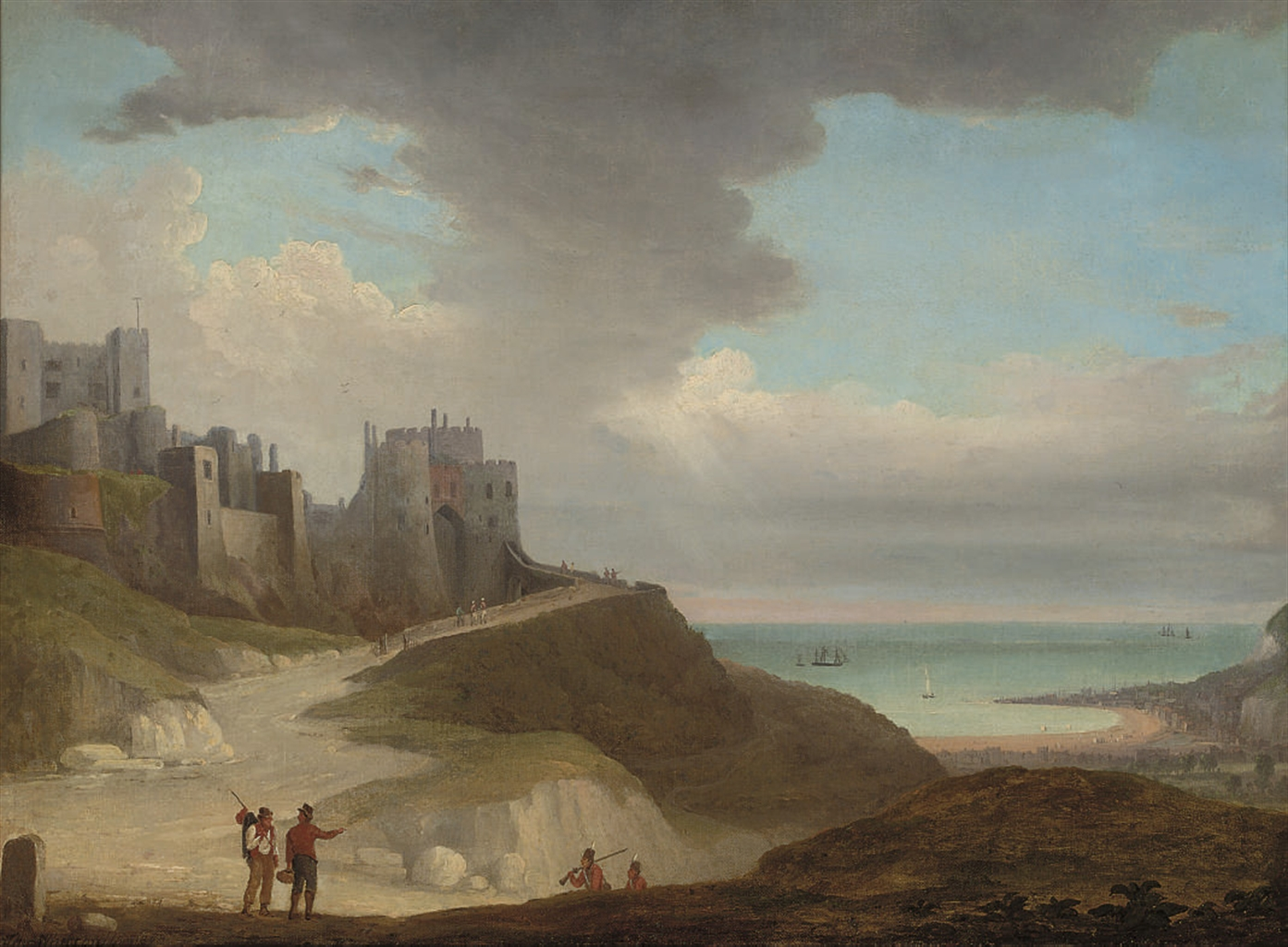
Thomas Whitcombe. Дуврский замок. 1808 год.

После прихода на Британские острова римлян в I в. н. э. на месте нынешнего города Дувр ими было основано поселение Дубрис, а также построены два маяка. Один из них до сих пор можно видеть на территории замка.
В 1066 г. Вильгельм I Завоеватель во время вторжения в Англию захватил замок. 22 мая 1216 г. замок осаждает Людовик VIII. Осада длится 3 месяца, однако замок получает лишь незначительные повреждения, и 14 октября 1216 г. Людовик VIII подписывает перемирие и возвращается в Лондон.
Во время Английской революции XVII века в 1642 г. замок находился в руках сторонников короля, однако обманом был захвачен парламентаристами без единого выстрела. В основном, благодаря этому замок сохранился практически неповрежденным до нашего времени.
В XVIII веке во время Наполеоновских войн началась серьёзная реконструкция замка. Под руководством Уильяма Твисса (William Twiss) была создана система внешних укреплений Дуврского замка. Также на глубине 15 метров, внутри скалистой породы, были вырублены специальные туннели, в которых разместили казармы. На пике Наполеоновских войн в туннелях проживало более чем 2000 солдат. Там же содержались французские военнопленные.
В 1939 г. во время Второй мировой войны туннели были переоборудованы вначале в бомбоубежище, затем в командный центр и подземный госпиталь. В 1940 году адмирал Бертрам Рамси управлял эвакуацией британских и французских войск из-под Дюнкерка (Операция «Динамо») именно из подземных тоннелей замка в Дувре.
В настоящее время замок превращен в музей.